# Mont-Bernanchon
Mont-Bernanchon är en kommun i departementet Pas-de-Calais i regionen Hauts-de-France i norra Frankrike. Kommunen ligger i kantonen Lillers som tillhör arrondissementet Béthune. År 2022 hade Mont-Bernanchon 1 319 invånare.

## Befolkningsutveckling
Antalet invånare i kommunen Mont-Bernanchon
| Referens: INSEE |